# Porcelanki

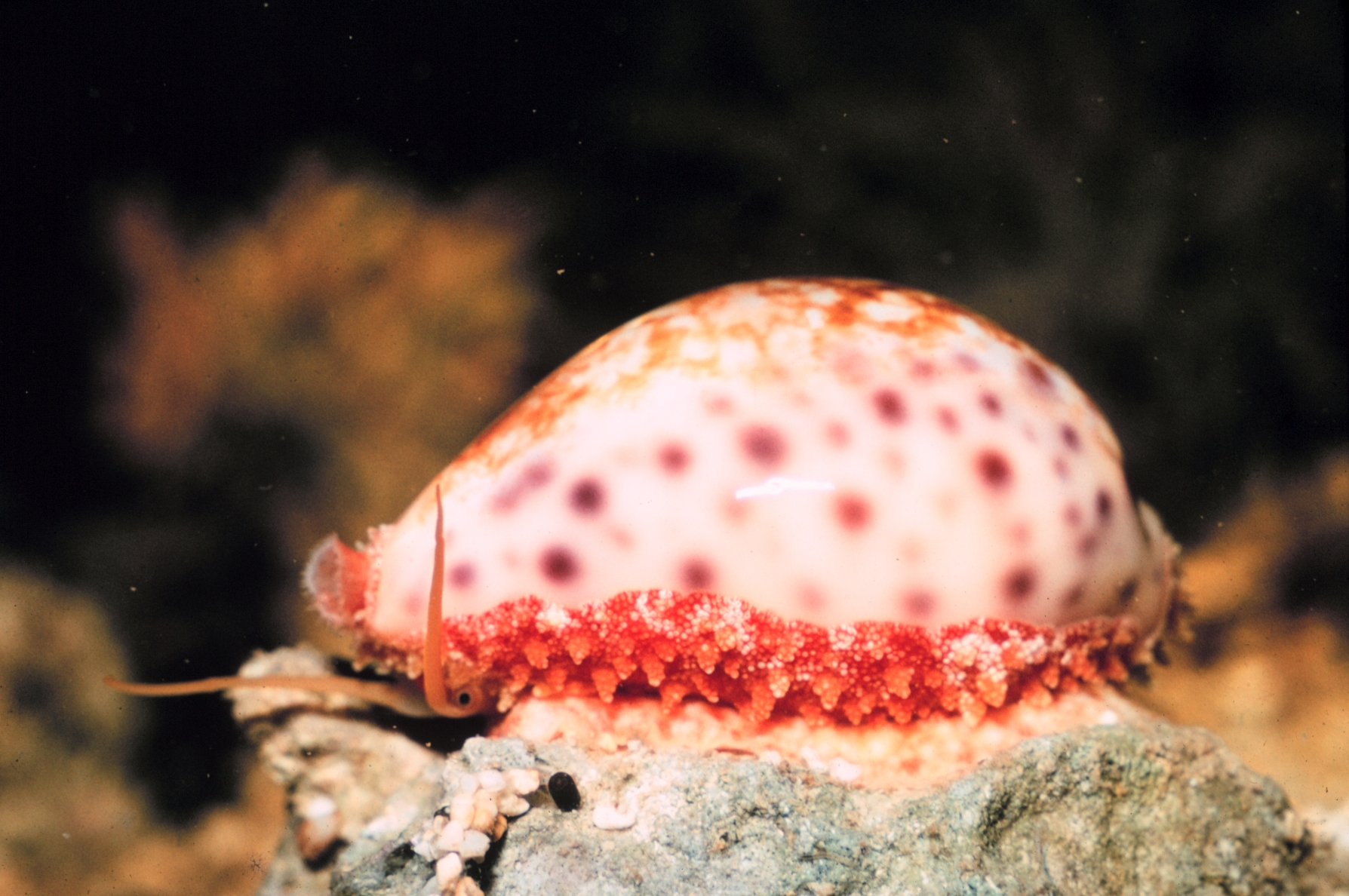
Żywa porcelanka Ovatipsa chinensis

Porcelanki (Cypraeidae) (ang. cowrie, cowry) (hindi kauri) (sanskryt koparda) – rodzina ślimaków morskich z rzędu Littorinimorpha. Liczy ponad 250 żyjących gatunków, opisano też ponad 350 gatunków kopalnych. Dawniej wszystkie gatunki z tej rodziny zaliczano do jednego rodzaju Cypraea.

## Ogólna charakterystyka
Niektóre muszle są bardzo małe, inne osiągają wielkość kilkunastu centymetrów. Muszle porcelanek mają owalny lub stożkowaty kształt oraz płaską lub lekko wypukłą podstawę. Budowa inwolutna sprawia, że skrętka jest ukryta w całości lub w większej części przez ostatni skręt. Powierzchnia zewnętrzna jest gładka, połyskująca, najczęściej pokryta warstwą twardego szkliwa i niejednokrotnie ozdobiona zadziwiającymi, barwnymi wzorami. Ujście jest długie i wąskie, z krótkimi kanałami na końcach. Brzegi ujścia mogą być pogrubione warstwą kallusa. U prawie wszystkich gatunków na wardze zewnętrznej i powierzchni parietalnej występują zęby, które zawijają się do wewnątrz. Brak periostrakum i wieczka.
U żyjącego ślimaka obydwa płaty płaszcza prawie całkowicie okrywają grzbietową powierzchnię muszli, przez co często niemożliwe jest odczytanie wzoru na muszli. Płaty płaszcza mogą być gładkie, ale najczęściej wyrastają na nim filamenty i brodawki. Muszle młodocianych osobników są cienkościenne, kruche na brzegach i przypominają wyglądem skorupki Ovulidae. Nie występują u nich także zęby na wargach. U młodych porcelanek skrętka jest dobrze widoczna, czasami występują poprzeczne paski, niespotykane u osobników dorosłych. Niektóre porcelanki są roślinożercami, ale większość zjada organizmy zwierzęce. Ich główny pokarm to: kolonijne bezkręgowce, jak gąbki, polipy koralowe, gorgonie, skorupiaki i detrytus. Pora żerowania przypada na noc.

## Występowanie
Pięknie ubarwione porcelanki, należące do rodziny porcelankowatych (Cypraeidae), zamieszkują wszystkie pełnosłone i ciepłe morza świata, głównie rejony raf koralowych. Można je znaleźć ukryte w cieniu korali, na niegłębokim dnie, żyjące często parami. Są wszystkożerne. Polują przeważnie nocą na drobne zwierzęta, takie jak: gąbki, ukwiały czy skorupiaki.

## Rozmnażanie
Są organizmami rozdzielnopłciowymi. Samice po złożeniu kapsułek jajowych siadają na nich i ochraniają je do momentu wyklucia się larw. Wolno pływające larwy wykluwają się po kilku tygodniach i są przenoszone prądami oceanicznymi na nowe tereny. Dojrzałość płciową osiągają po ponad pół roku. Samce są zwykle mniejszych rozmiarów.

## Rozmiary
Wielkość muszli zależy od wielu czynników, m.in. płci, cech dziedzicznych, warunków żywieniowych – od niewielkich Annepona mariae (1,2 cm) do bardzo dużych jak u Macrocypraea cervus (średnio 11,5 cm, maksymalnie 19 cm) i Chelycypraea testudinaria (średnio 10 cm).

## Podział systematyczny
W obrębie rodziny porcelanek wyróżnia się (stan w 2024) następujące podrodziny, plemiona i rodzaje:
- podrodzina Cypraeinae Rafinesque, 1815

- plemię Cypraeini Rafinesque, 1815

- Akleistostoma J.A. Gardner, 1948 †
- Cypraea Linnaeus, 1758
- Cypraeorbis Conrad, 1865 †
- Loxacypraea Petuch, 2004 †
- Muracypraea Woodring, 1957
- Pahayokea Petuch, 2003 †
- Pseudadusta Petuch, 2003 †
- Siphocypraea Heilprin, 1886 †

- plemię Mauritiini Steadman & Cotton, 1946

- Leporicypraea Iredale, 1930
- Macrocypraea Schilder, 1930
- Mauritia Troschel, 1863

- podrodzina Cypraeovulinae F.A. Schilder, 1927

- Cypraeovula Gray, 1824
- Notadusta Schilder, 1935
- Notocypraea Schilder, 1927
- Notoluponia F.A. Schilder, 1935 †
- Ponticypraea Fehse, Lorenz, Hawke & K. Kovács, 2019 †

- podrodzina Erosariinae Schilder, 1924

- Conocypraea Oppenheim, 1901 †
- Cryptocypraea C. Meyer, 2003
- Ipsa Jousseaume, 1884 – jedyny przedstawiciel to Ipsa childreni
- Maestratia Dolin & Aguerre, 2019 †
- Monetaria Troschel, 1863
- Naria Gray, 1837
- Nesiocypraea M. Azuma & Kurohara, 1967
- Nucleolaria Oyama, 1959
- Palaeocypraea Schilder, 1928 †
- Perisserosa Iredale, 1930 – jedyny przedstawiciel to Perisserosa guttata
- Praerosaria Dolin & Lozouet, 2004 †
- Propustularia Schilder, 1927
- Staphylaea Jousseaume, 1884
- Subepona Dolin & Lozouet, 2004 †

- podrodzina Erroneinae Schilder, 1927

- plemię Bistolidini Meyer, 2003

- Bistolida Cossmann, 1920
- Cribrarula Strand, 1929
- Ovatipsa Iredale, 1931
- Palmadusta Iredale, 1930
- Romanekia Dolin & Aguerre, 2019 †
- Talostolida F.A. Schilder, 1939

- plemię Erroneini Schilder, 1927

- Austrasiatica Lorenz, 1989
- Blasicrura Iredale, 1930
- Contradusta Meyer, 2003
- Eclogavena Iredale, 1930
- Erronea Troschel, 1863
- Ficadusta Habe & Kosuge, 1966
- Melicerona Iredale, 1930
- Palmulacypraea Meyer, 2003
- Paradusta Lorenz, 2017
- Purpuradusta Schilder, 1939
- Ransoniella Dolin & Lozouet, 2005

- podrodzina Gisortiinae F.A. Schilder, 1927 †

- Afrocypraea F.A. Schilder, 1932 †
- Archicypraea F.A. Schilder, 1926 †
- Bernaya Jousseaume, 1884 †
- Garviea Dolin & Dockery, 2018 †
- Gisortia Jousseaume, 1884 †
- Mandolina Jousseaume, 1884 †
- Protocypraea Schilder, 1927 †
- Vicetia Fabiani, 1905 †

- podrodzina Luriinae Schilder, 1932

- plemię Austrocypraeini Iredale, 1935

- Annepona Iredale, 1935 – jedyny przedstawiciel to Annepona mariae
- Arestorides Iredale, 1930 – jedyny żyjący przedstawiciel to Arestorides argus
- Austrocypraea Cossmann, 1903
- Callistocypraea F.A. Schilder, 1927
- Chelycypraea F.A. Schilder, 1927 – jedyny przedstawiciel to Chelycypraea testudinaria
- Lyncina Troschel, 1863
- Miolyncina F.A. Schilder, 1939 †
- Raybaudia Lorenz, 2017
- Trona Jousseaume, 1884

- plemię Luriini Schilder, 1932

- Fossacypraea Schilder, 1939 †
- Jousseaumia Sacco, 1894 †
- Luria Jousseaume, 1884
- Talparia Troschel, 1863

- podrodzina Pustulariinae Gill, 1871

- Pustularia Swainson, 1840

- podrodzina Umbiliinae Schilder, 1932

- Gigantocypraea F.A. Schilder, 1927 †
- Umbilia Jousseaume, 1884

- podrodzina Zoilinae Iredale, 1935

- Barycypraea F.A. Schilder, 1927
- Zoila Jousseaume, 1884

- podrodzina Zonariinae F.A. Schilder, 1932

- plemię Pseudozonariini López-Soriano, 2006

- Neobernaya Schilder, 1927 – jedyny przedstawiciel to Neobernaya spadicea
- Pseudozonaria Schilder, 1929

- plemię Zonariini Schilder, 1932

- Proadusta Sacco, 1894 †
- Prozonarina Schilder, 1941 †
- Schilderina Dolin & Aguerre, 2020
- Zonaria Jousseaume, 1884
- Zonarina Sacco, 1894 †
- Schilderia Tomlin, 1930 (status niepewny – nomen dubium)

## Galeria

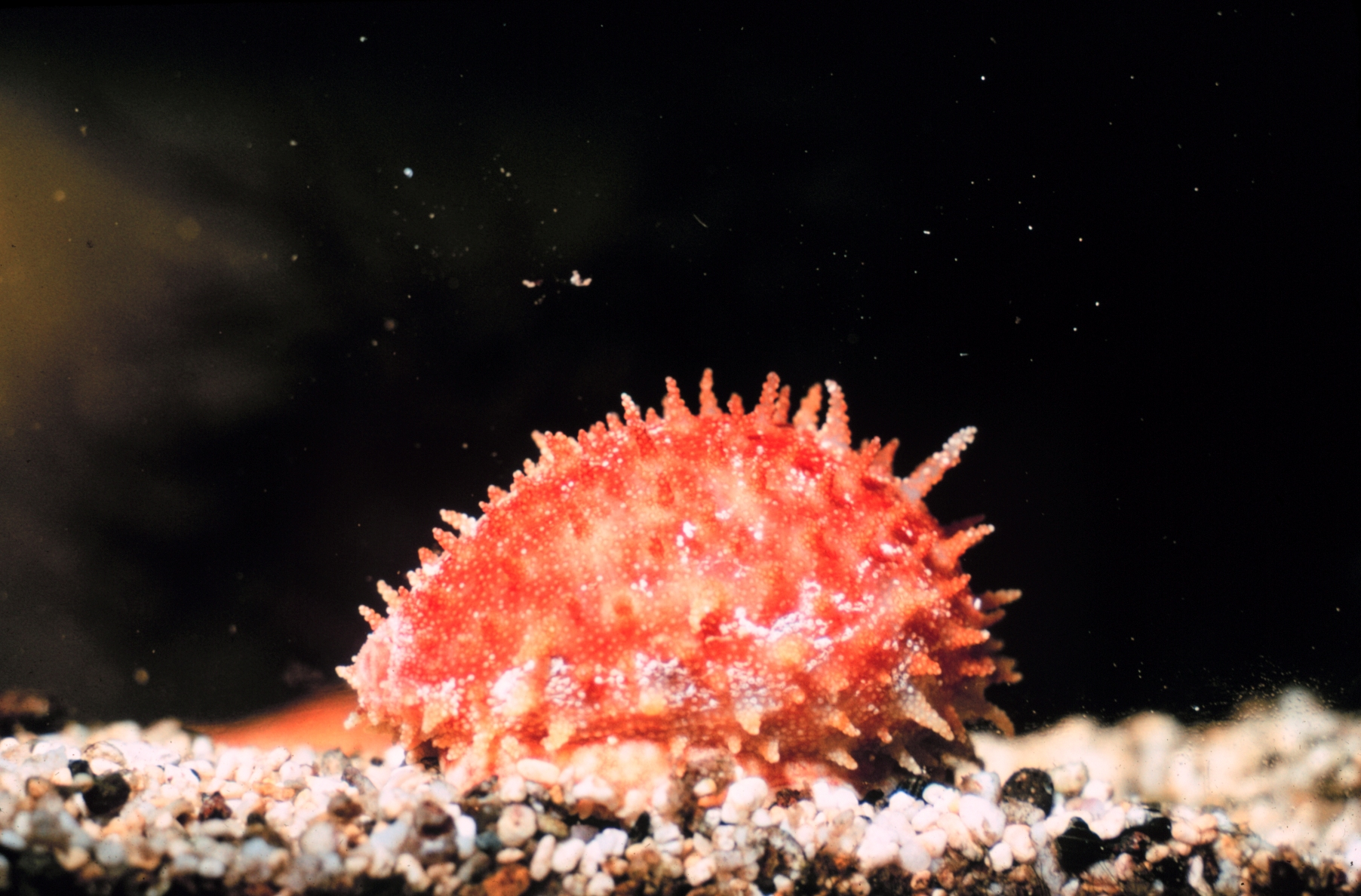
Ślimak Ovatipsa chinensis – ciało porcelanki całkowicie pokrywa muszlę
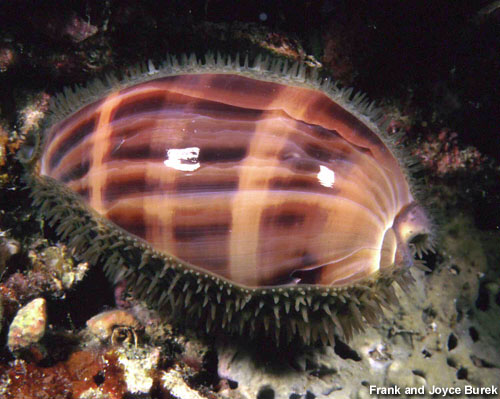
Żywa amerykańska porcelanka Macrocypraea cervus – okaz młodociany, który nie wykształcił jeszcze typowego dla tego gatunku wzoru na muszli
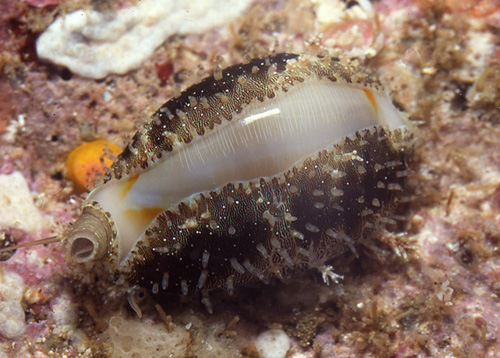
Żywa porcelanka Monetaria annulus
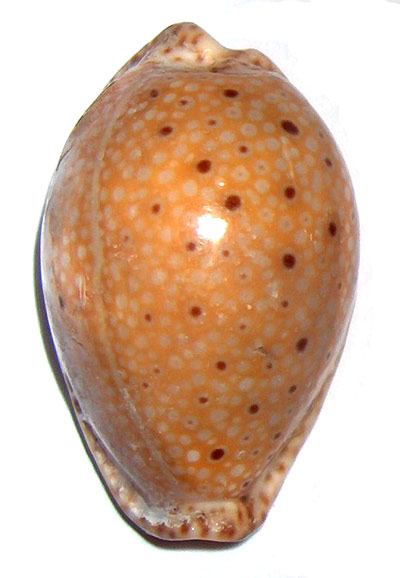
Muszla porcelanki Naria ocellata
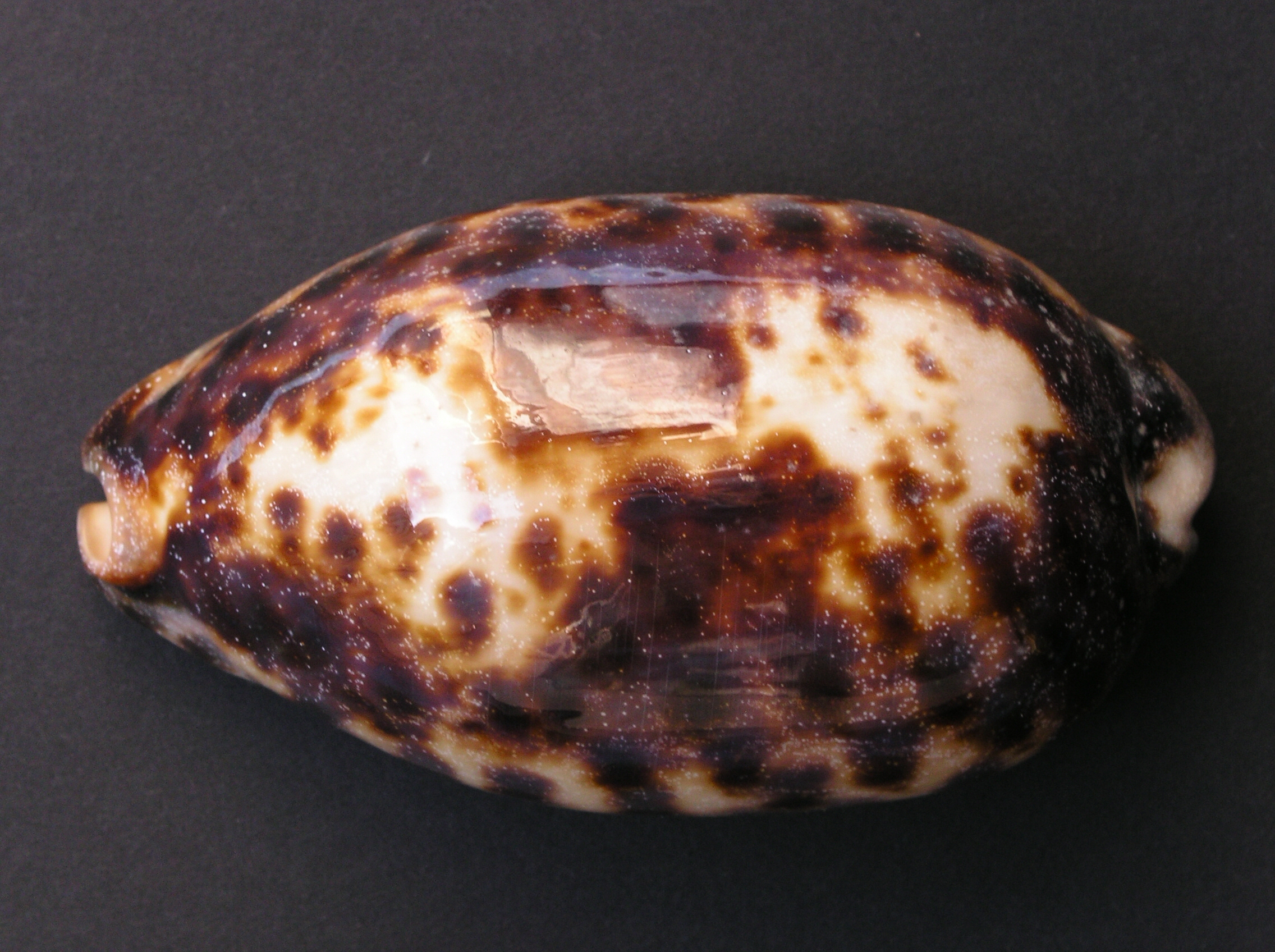
Muszla porcelanki Chelycypraea testudinaria
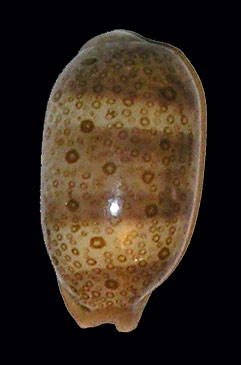
Muszla porcelanki oczkowanej (Arestorides argus) – posiadaczki chyba najbardziej intrygującego porcelankowego wzoru
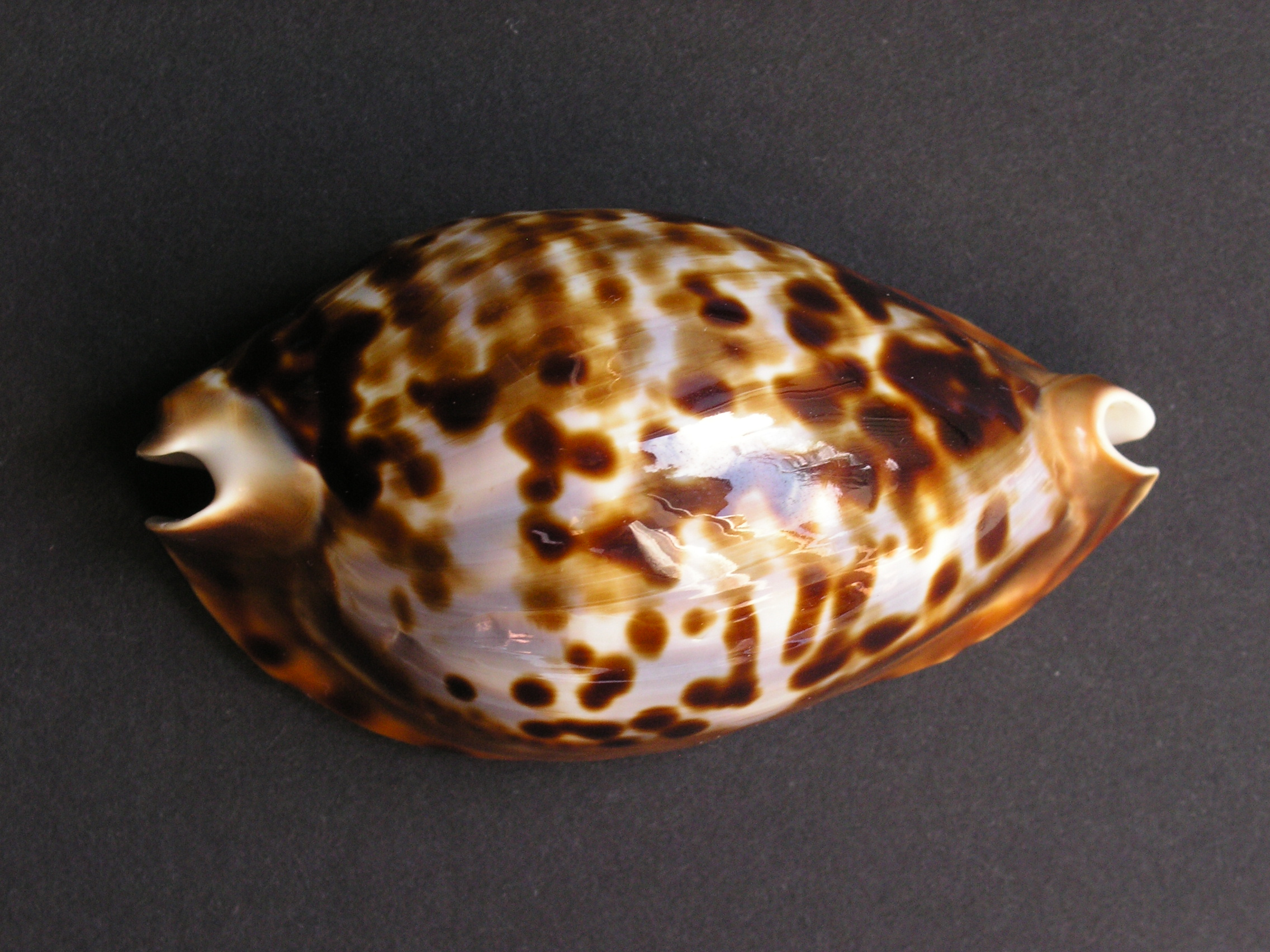
Muszla porcelanki Zoila friendii – jednej z piękniejszych i rzadszych porcelanek